# Petar Jelić
Petar Jelić (ur. 18 października 1986 w Modričy) – bośniacki piłkarz grający na pozycji napastnika.

## Kariera klubowa
Jelić jest wychowankiem klubu FK Modriča Maxima, wywodzącego się z jego rodzinnego miasta. W jego barwach zadebiutował w sezonie 2004/2005 w pierwszej lidze Bośni i Hercegowiny. Jako 18-latek spisał się całkiem udanie, szybko trafił do pierwszego składu i zdobył 7 goli w lidze. Natomiast w sezonie 2005/2006 zagrał jeszcze lepiej, strzelił 19 goli i z Modričą zajął wysokie 4. miejsce w lidze.
Latem 2006 Jelić przeszedł do niemieckiego 1. FC Nürnberg, ale od razu został wypożyczony do drugoligowego Carl Zeiss Jena. Tam wystąpił w zaledwie jednym spotkaniu, przegranym 1:2 z 1. FC Köln i zimą wrócił do Norymbergi, ale nie zaliczył do tej pory debiutu w pierwszej lidze niemieckiej.
| Sezon   | Klub              | Kraj                 | Rozgrywki                | Mecze | Bramki |
| ------- | ----------------- | -------------------- | ------------------------ | ----- | ------ |
| 2004/05 | FK Modriča Maxima | Bośnia i Hercegowina | Premijer liga            | 22    | 7      |
| 2005/06 | FK Modriča Maxima | Bośnia i Hercegowina | Premijer liga            | 30    | 19     |
| 2006/07 | Carl Zeiss Jena   | Niemcy               | 2. Bundesliga            | 1     | 0      |
| 2006/07 | 1. FC Nürnberg    | Niemcy               | Bundesliga               | 0     | 0      |
| 2007/08 | 1. FC Nürnberg    | Niemcy               | Bundesliga               |       |        |
|         |                   |                      | Łącznie w Premijer Lidze | 52    | 26     |

## Kariera reprezentacyjna
W 2004 roku Jelić zadebiutował w młodzieżowej reprezentacji Bośni i Hercegowiny U-21. Z czasem stał się jej kapitanem oraz czołowym zawodnikiem. W pierwszej reprezentacji swój pierwszy mecz zaliczył 26 maja 2005, a Bośnia i Hercegowina uległa 0:2 Korei Południowej.